# Gualaca (distrito)
Gualaca é um distrito da província de Chiriquí, no Panamá. Possui uma área de 626 km² e uma população de 9.750 habitantes, perfazendo uma densidade demográfica de 13,34 hab./km². Sua capital é a cidade de Gualaca.